# 2. Eskadre
I 2. Eskadre (2ESK) findes Søværnets primære kampenheder, fregatterne. Eskadren ledes af en kommandør, som støttes af ca. 30 medarbejdere i staben, der er geografisk fordelt mellem Flådestation Korsør og Flådestation Frederikshavn.  

## Organisation
- Division 21 Luftforsvarsfregatter (AAW)
  - F361 Iver Huitfeldt
  - F362 Peter Willemoes
  - F363 Niels Juel
- Division 22 Antiubådsfregatter (ASW)
  - F341 Absalon
  - F342 Esbern Snare
- MCM DNK
  - MSD5 Hirsholm
  - MSD6 Saltholm
  - MSF-klassen
- Søværnets Dykkertjeneste (SDT)
  - Y311 Søløven

## Opgaver
2. Eskadre har ansvar for at uddanne og opstille enheder til internationale og nationale operationer, som skal bidrage til løsning af Søværnets del af Forsvarets samlede opgavekompleks herunder:
- Maritime sikkerhedsoperationer, herunder anti-pirateri, humanitære operationer samt kapacitetsopbygning.
- Internationale operationer i hele NATO alliancens opgavespektrum i og uden for NATO område.
- Enheds- og typeuddannelse.
- Koordinations- og kontrolansvar for at sikre opretholdelse af det pålagte beredskab.

Stabens opgave er at administrere alle eskadrens skibe og fartøjer på områderne økonomi, bemanding, uddannelse og træning samt skibenes anvendelse og vedligeholdelse. Når skibe fra eskadren sejler i de danske farvande deltager de også i de opgaver der primært hører under 3. Eskadre, såsom eksempelvis søredning eller suverænitetshævdelse. 

## Historie
Eskadren i sin nuværende form blev etableret 1. januar 2019 ved implementeringen af nyordning for forsvaret jf. Forsvarsforliget 2018-2023. Tidligere har 2. eskadre bestået af en lang række divisioner bl.a. divisionerne for Diana-klassen, Niels Juel-klassen, Flyvefisken-klassen, Willemoes-klassen og Daphne-klassen. I dag er det kun Diana-klassen (division 31) som er aktiv, og tilhører nu 3. eskadre efter implementeringen af nyordningen. 
Før nyordningen skete den seneste strukturændring i 2. Eskadre d. 1. januar 2001 ved sammenlægningen af den tidligere 2. Eskadre (fregateskadren) og 4. Eskadre (torpedobådseskadren).